# Iselma piscatrix
Iselma piscatrix là một loài bọ cánh cứng trong họ Meloidae. Loài này được Bologna in Bologna, Fattorini & Pinto miêu tả khoa học năm 2001.